# Selsey
Selsey è un paese di 9 875 abitanti della contea del West Sussex, in Inghilterra.
Ai tempi del regno del Sussex, fu la prima sede dell’antica diocesi di Chichester.